# 무진 (금융)
무진(일본어: 無尽)이란 일본 금융의 한 형태이다. 여러 개인이나 법인이 코우 등의 조직에 가입하여, 일정한 금액을 정기적 또는 부정기적으로 코우측에 지불하고 그 이자액의 대소에 따른 경쟁이나 추첨 등에 의하여 금액을 지급받는 것을 말한다. 